# David Rosenblum
Pour les articles homonymes, voir Rosenblum.
David Rosenblum (né à Paris en 1977) est un maître artisan d'art gainier, doreur et restaurateur français. Après le décès de son père, Bernard Rosenblum, il devient le successeur de l'atelier de Gainerie Bettenfeld-Rosenblum.

## Biographie
Dès son plus jeune âge, il est immergé dans l’atelier familial Bettenfeld-Rosenblum et se découvre une passion immodérée pour le métier de gainier, l’histoire de ce métier d’art, ayant également une forte attirance pour la peinture et la sculpture. 
À l’origine de la découverte des passions et des talents de son fils, alors âgé de 8 ans, Bernard Rosenblum, décide de l’initier au métier de gainier doreur d’art, à la peinture et à la sculpture.
En 1989, scolarisé, alors qu’il n’a que 12 ans, il entre officiellement au sein de l’atelier pour y être formé par son père. Perfectionniste de nature, il lui enseigne l’excellence. 
Quelques années plus tard, devenu son maître et mentor, Bernard Rosenblum, ancien élève  d'Alberto Giacometti et d'Emmanuel Mané-Katz, lui enseigne la peinture et la sculpture. Durant cette période, David Rosenblum se révèle être un élève attentif sachant développer avec talent les techniques de son métier. En 1996, sa formation est acquise. Il a ainsi pu acquérir les compétences du savoir-faire technique et historique à l’exercice du métier de gainier doreur d’art de tradition. 
Durant cette période d’adolescence, il participe aux recherches historiques sur le cuir dans les musées et les bibliothèques, aux commandes et restaurations au sein de l’atelier, à la lutte pour la Sauvegarde des Métiers d'Art et du Patrimoine.
En 1981 et 1990, deux municipalités proposent alors respectivement à l’atelier la mise à disposition de locaux en vue de la création d’un musée de l’art du cuir, qui deviendra un triste fiasco.
Une fois opérationnel le musée de l'art du cuir, et ce à deux reprises à la suite des deux tentatives de détournement de la collection, son père fut contraint en 1996 de vendre aux enchères l’unique et plus importante collection au monde d’outil à dorer le cuir « Bettenfeld-Rosenblum ».
En 1996, David Rosenblum se résigne alors pour un temps à quitter la voie du cuir et de son métier. 
Durant 12 années, il n’aura de cesse de reconstituer la totalité de la collection de son père et à l’enrichir par l’acquisition de nouveaux outils primordiaux que sont les fers à dorer. Malgré l’inactivité commerciale de cette pénible période, David Rosenblum sut conserver l’art de son métier, sous le regard bienveillant de son père. 
La mort subite de Bernard Rosenblum, survenue en 2007, fit rejaillir chez son fils la passion de cet art. 
En 2010, David Rosenblum a réussi à reprendre le flambeau de l’atelier familial. Ainsi, l’Atelier Bettenfeld-Rosenblum, revit aujourd’hui au 2 rue Titon à Paris, retournant ainsi à ses origines dans le quartier de la Rue du Faubourg Saint-Antoine et depuis 2017 au 15 Bis rue Sainte Marguerite à Pantin.
Depuis lors, il va continuer de faire évoluer son métier par l’étude d’une multitude de nouvelles technologies dédiées au cuir notamment avec la création d’une encre sérigraphique sur cuir et le développement de l’utilisation du laser avec Lisa Vanbach en 2013.
La qualité de son travail est récompensée en 2018 par le Prix d’Excellence de l’Artisanat d’Art, puis ses développements technologiques en 2019 avec le Prix Stars et Métiers, dans la catégorie Innovation. Il obtient la même année le label Entreprise du Patrimoine Vivant pour l’excellence des savoir-faire détenus par l’Atelier Bettenfeld-Rosenblum.

## Prix et distinctions
- 2018 : Prix d’Excellence de l’Artisanat d’Art
- 2019 : Prix Stars & Métiers - Grand prix de l’artisanat, catégorie Innovation.
- 2019 : Entreprise du Patrimoine Vivant (EPV).
- 2020 : Maître Artisan d'Art.